# Klossia
Klossia  es un género de plantas con flores perteneciente a la familia de las rubiáceas. Incluye una sola especie: Klossia montana Ridl. (1909).
Es nativo de Malasia.